# Special Olympics Venezuela
Special Olympics Venezuela (englisch) ist der venezolanische Verband von Special Olympics International, der weltweit größten Sportbewegung für Menschen mit geistiger Beeinträchtigung und Mehrfachbeeinträchtigung. Ziel ist die sportliche Förderung dieser Personengruppe und die Sensibilisierung der Gesellschaft für sie. Außerdem betreut der Verband die venezolanischen Athletinnen und Athleten bei den Special Olympics Wettbewerben.

## Geschichte
Special Olympics Venezuela hat seinen Sitz in Caracas.

## Aktivitäten
2015 waren 18.341 Athletinnen und Athleten, 1.034 Unified Partner sowie 1.742 Trainer bei Special Olympics Venezuela registriert.
Der Verband nahm 2021 an den Programmen Athlete Leadership, Healthy Athletes, Young Athletes, Motor Activities Training Program (MATP), Families, Research, Volunteer Program und Unified Sports teil, die von Special Olympics International ins Leben gerufen worden waren.

### Sportarten
Folgende Sportarten wurden 2021 vom Verband angeboten:
- Basketball (Special Olympics)
- Boccia (Special Olympics)
- Bowling (Special Olympics)
- Eiskunstlauf (Special Olympics)
- Fitness
- Floor Hockey (Special Olympics)
- Floorball
- Fußball (Special Olympics)
- Hallenfußball
- Kraftdreikampf (Special Olympics)
- Leichtathletik (Special Olympics)
- Reiten (Special Olympics)
- Rhythmische Sportgymnastik (Special Olympics)
- Shorttrack (Special Olympics)
- Schneeschuhlaufen (Special Olympics)
- Schwimmen (Special Olympics) und Freiwasserschwimmen
- Tanzen (Special Olympics)
- Tennis (Special Olympics)
- Tischtennis (Special Olympics)
- Triathlon (Special Olympics)
- Turnen (Special Olympics)
- Volleyball (Special Olympics)

### Teilnahme an Weltspielen vor 2020 (Auswahl)

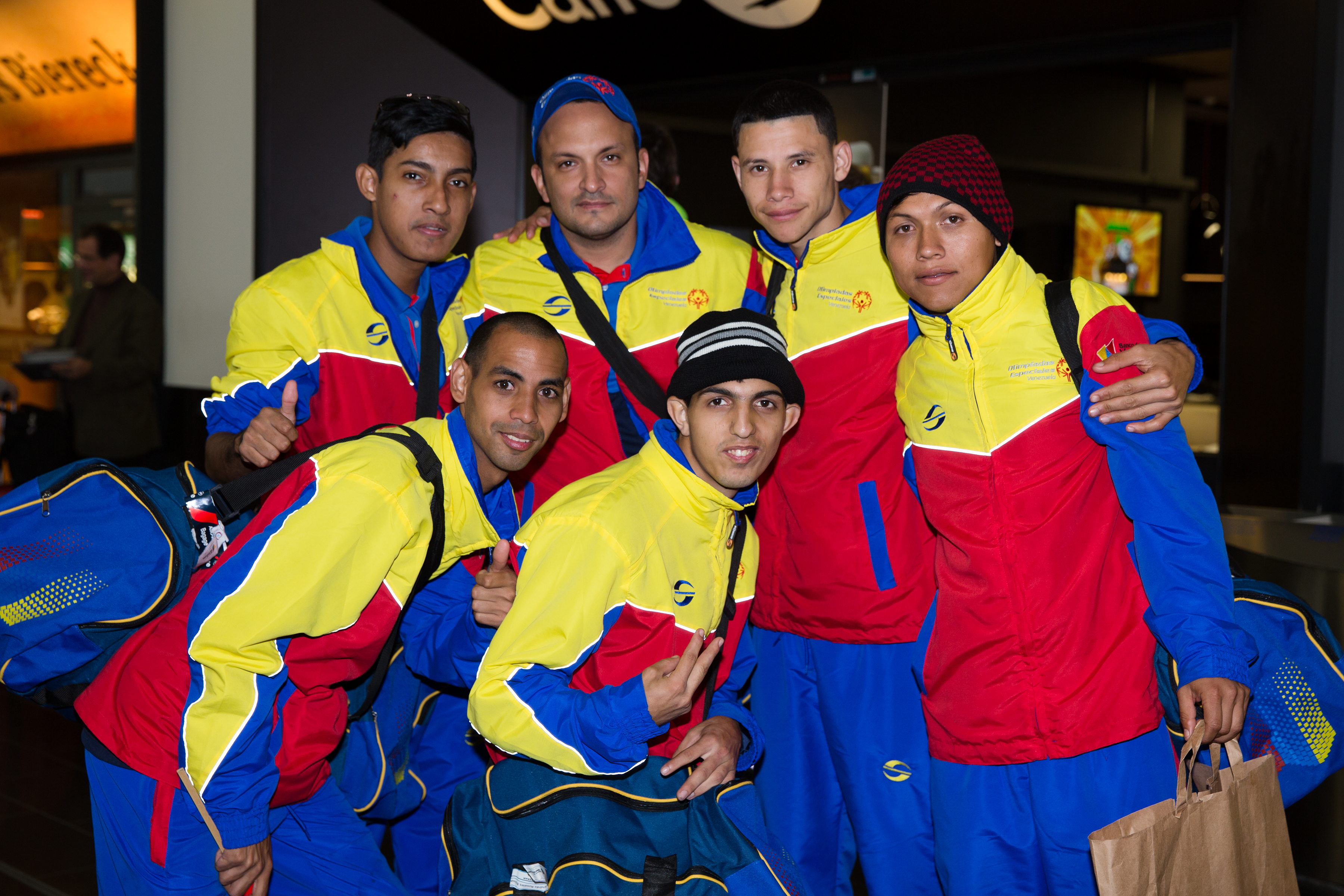
Floorball Team aus Venezuela bei ihrer Ankunft in Wien zu den Special Olympics World Winter Games 2017

• 2007 Special Olympics World Summer Games, Shanghai, China (92 Athletinnen und Athleten)
• 2009 Special Olympics World Winter Games, Boise, USA (28 Athletinnen und Athleten)
• 2011 Special Olympics World Summer Games, Athen (86 Athletinnen und Athleten)
• 2013 Special Olympics World Winter Games, PyeongChang, Südkorea (30 Athletinnen und Athleten)
• 2015 Special Olympics World Summer Games, Los Angeles, USA (80 Athletinnen und Athleten, 14 Unified Partner)
• 2017 Special Olympics World Winter Games, Graz-Schladming-Ramsau, Österreich (22 Athletinnen und Athleten)
• 2019 Special Olympics, World Summer Games, Abu Dhabi (9 Athletinnen und Athleten, 3 Unified Partner)

### Teilnahme an den Special Olympics World Summer Games 2023 in Berlin
Special Olympics Venezuela nahm an den Special Olympics World Summer Games 2023 teil. Die Delegation bestand aus 33 Personen, darunter 17 Athletinnen und Athleten. Sie wurde vor den Spielen im Rahmen des Host Town Program von Fürth betreut. Das Team gewann bei diesen Weltspielen 11 Gold-, 10 Silber- und 16 Bronzemedaillen.

### Teilnahme an Weltspielen nach 2023
- 2025 Special Olympics World Winter Games, Turin, Italien (6 Athletinnen und Athleten)[5]